# Villejuif
Villejuif là một xã trong vùng đô thị Paris, thuộc tỉnh Val-de-Marne, vùng hành chính Île-de-France của nước Pháp, có dân số là 47.384 người (thời điểm 2004).

## Giáo dục
- EPITA